# Nebo (sång av Nina Badrić)
Nebo är en musiksingel från den kroatiska sångerskan Nina Badrićs sjunde studioalbum NeBo. Låten representerade Kroatien i Eurovision Song Contest 2012 i Baku i Azerbajdzjan. Låten är skriven av Badrić själv. Singeln släpptes den 22 februari 2012. Den officiella musikvideon som är regisserad av Darko Drinovac hade premiär den 18 mars. Den 23 mars släpptes ett album med 10 remixer av låten för digital nedladdning på Itunes.

## Eurovision
Låten presenterades den 18 februari 2012 under TV-programmet Dora 2012. Då var den redan känd sedan tidigare då den släppts redan den 30 november 2011 på Badrićs album NeBo. Den slutgiltiga versionen hade premiär på radion den 16 mars. Badrić framförde låten i den andra semifinalen den 24 maj. Den framfördes på kroatiska. Bidraget gick dock inte vidare till finalen.

## Versioner
1. "Nebo" (singelversion) – 4:01[2]
2. "Nebo" (eurovisionversion) – 3:00[2]
3. "Nebo" (karaokeversion) – 3:00[9]
4. "Nebo" (D'Knock & Kosta Radman Club Edit) – 4:03[4]
5. "Nebo" (Made In China Sequel) – 5:19[4]
6. "Nebo" (Peggy Club Mix) – 4:28[4]
7. "Nebo" (Motiwo Nu Disco Mix) – 4:17[4]
8. "Nebo" (Tomec&Grabber Mix) – 4:10[4]
9. "Nebo" (Peggy Sarcastique Mix) – 4:11[4]
10. "Nebo" (Retrobeat Extended Mix) – 6:04[4]
11. "Nebo" (Motiwo Flow Mix) – 3:54[4]
12. "Nebo" (Made In China Radio Sequel) – 3:45[4]
13. "Nebo" (Retrobeat Radio Mix) – 3:56[4]